# Dnepr (fusée)
Pour les articles homonymes, voir Dnepr.
Le Dnepr ou Dniepr (ukrainien : Дніпро, Dnipro ; russe : Днепр, Dniepr, baptisé du nom du fleuve Dniepr), est un lanceur ukrainien développé à partir du missile balistique intercontinental soviétique R-36M2. Il permet de placer sur orbite basse des satellites artificiels dont la masse peut atteindre jusqu'à 4,5 tonnes. Entre 1991 et mars 2015, 22 lancements ont eu lieu, dont un échec.

## Historique
Le lanceur Dnepr est une réutilisation de la dernière version du missile balistique intercontinental soviétique R-36M2 (code OTAN SS-18 Satan) développé par le bureau d'études OKB-586 de Mikhail Yangel situé à Dnipropetrovsk en Ukraine à compter de 1969. Ce missile de première frappe, entré en service en 1975 et pesant 210 tonnes est capable de lancer à 11 500 km une charge offensive de 8,8 tonnes contenant jusqu'à 10 têtes nucléaires. À la suite du Traité de réduction des armes stratégiques Start-2 le missile a commencé à être retiré du service et 150 d'entre eux sont devenus disponibles pour servir de lanceur.  
L'opérateur du lanceur est la société russe ISC Kosmotras, créée conjointement en 1997 par les agences spatiales ukrainienne et russe et dont le siège se situe à Moscou.
Depuis fin 2015 aucun lancement n'a été effectué, et les clients restants se sont tournés vers d'autres lanceurs,,,

## Caractéristiques
Le lanceur est haut de 34 mètres pour une masse de 211 tonnes comporte 3 étages d'un diamètre de 3 mètres dont les moteurs consomment tous un mélange d'UDMH et de peroxyde d'azote.
- Le premier étage d'une longueur de 22,3 mètres et d'une masse de 161 tonnes est propulsé par un moteur-fusée RD-264 composé de 4 chambres de combustion/tuyères RD-263 d'une poussée de 1040 kN chacune.
- Le deuxième étage long de 7 mètres et d'une masse de 41,1 tonnes est propulsé par un moteur RD-0255 ayant une poussée de 760 kN.
- Le troisième étage long de 1 mètre a une masse de 4,3 tonnes et est propulsé par un moteur RD-869 d'une poussée de 8,6 kN.
- La coiffe a un diamètre de 3 mètres et permet d'accueillir un satellite long de 5,11 mètres ou plusieurs satellites qui sont largués sur différentes orbites.

Le lanceur peut placer une charge utile de 4,5 tonnes sur une orbite basse de 200 km avec une inclinaison de 46° et de 1,2 tonne sur une orbite polaire de 600 km avec une inclinaison 98°.

## Déroulement d'un lancement

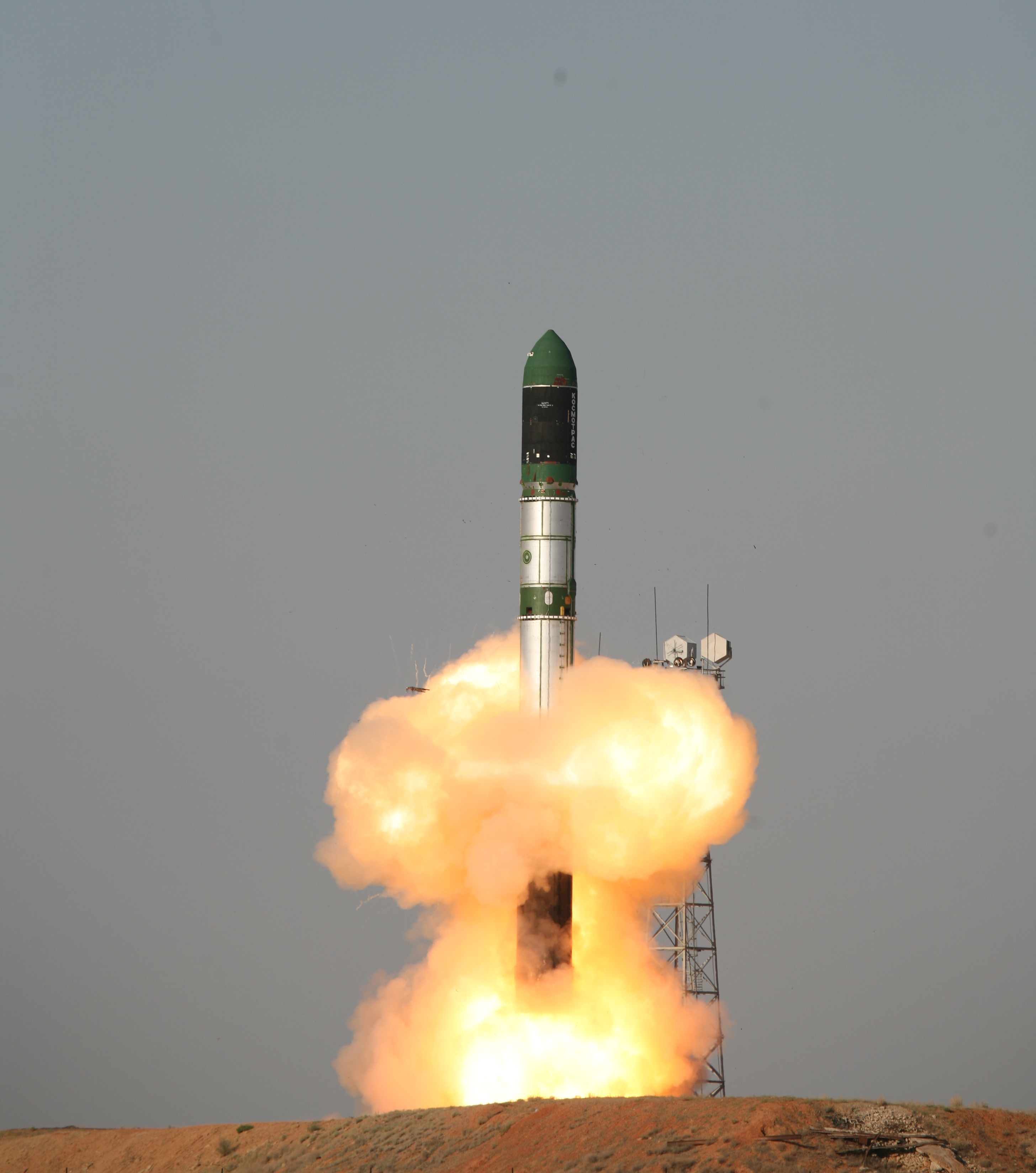
Lancement du satellite d'observation allemand TanDEM-X, le 21 juin 2010, depuis le Cosmodrome de Baïkonour au Kazakhstan, par une fusée Dnepr.

Le Dnepr peut être lancé depuis le cosmodrome de Baïkonour au Kazakhstan ou celui de Iasny, situé près de Iasny en Russie. Aucune modification n'a été apportée à la procédure de lancement du missile d'origine. Le Dnepr est lancé depuis un silo. Les deux premiers étages sont d'abord installés dans le silo par un véhicule qui dispose d'un châssis porteur basculant, puis le troisième étage est également installé après que le plein d'ergols a été fait. Les réservoirs des deux premiers étages sont ensuite remplis. Enfin la charge utile qui a été préparée dans un bâtiment dédié et assemblée avec la coiffe est à son tour montée sur le lanceur installé dans le silo grâce à un véhicule porteur.
Pour le lancement une charge de poudre noire, faisant office de générateur de haute pression, expulse du silo la fusée qui est propulsée à une dizaine de mètres de hauteur. Le lanceur est alors pratiquement immobile, suspendu dans les airs, lorsque les moteurs du premier étage sont mis à feu. Le dernier étage présente également un mode de fonctionnement original lié à son ancienne fonction de missile balistique. À l'extinction du second étage, le troisième étage après séparation pivote de 180°. L'arrière de l'étage se trouve désormais tourné vers l'avant : ses moteurs dont les tuyères sont situées sur les flancs de l'étage et tournées vers l'arrière sont alors allumées.

## Historique des lancements
Entre 1999 et 2015, 22 lancements de fusées Dnepr ont été effectués. Seul le lancement du 27 juillet 2006 a échoué. En 2008, une seule fusée Dnepr a mis sur orbite les 5 petits satellites de la constellation RapidEye.

### Liste des lancements
| N°  | Date              | Charge utile | Orbite                                                               | Site de lancement |
| --- | ----------------- | --- | -------------------------------------------------------------------- | ----------------- |
| 1   | 21 avril 1999     | Royaume-Uni UoSAT-12 | orbite basse circulaire de 650 km avec une inclinaison de 65˚        | Baïkonour         |
| 2   | 26 septembre 2000 | Italie MegSat-1 & UniSat Malaisie TiungSat-1 (en) Arabie saoudite SaudiSat-1A & SaudiSat 1B | orbite basse circulaire de 650 km avec une inclinaison de 65˚        | Baïkonour         |
| 3   | 20 décembre 2002  | Argentine LatinSat 1 & LatinSat 2 Arabie saoudite SaudiSat-1S Italie Unisat-2 Allemagne Rubin 2 | orbite basse circulaire de 650 km avec une inclinaison de 65˚        | Baïkonour         |
| 4   | 29 juin 2004      | France Déméter Arabie saoudite Saudicomsat-1, Saudicomsat 2 & Saudisat 2 Argentine LatinSat C & LatinSat D Italie Unisat-3 États-Unis AMSAT-OSCAR 51 (en) | 700 km × 850 km orbite héliocentrique avec une inclinaison de 98˚    | Baïkonour         |
| 5   | 24 août 2005      | Japon OICETS & INDEX | Orbite héliosynchrone de 600 km × 50 km avec une inclinaison de 98˚  | Baïkonour         |
| 6   | 12 juillet 2006   | États-Unis Genesis I | 560 km Orbite basse circulaire avec une inclinaison de 65˚           | Iasny             |
| 7   | 26 juillet 2006   | Biélorussie BelKA (en) Italie UniSat-4 & PiCPoT Russie Baumanets États-Unis AeroCube-1, CP1, CP2, ICEcube-1, ICEcube-2, ION, KUTESat, Merope, Rincon 1 (en), « Mea Huaka`i »(Archive.org • Wikiwix • Archive.is • Google • Que faire ?) (consulté le 11 août 2017) (Voyager) & SACRED (en) Corée du Sud HAUSAT-1 Norvège Ncube-1 (en) Japon SEEDS | Échec du lancement                                                   | Baïkonour         |
| 8   | 17 avril 2007     | Égypte EgyptSat 1 Arabie saoudite SaudiSat 3/SaudiComSat 3-7 États-Unis CAPE 3 & 4/CAPE 1 Colombie Libertad 1 (en) États-Unis AeroCube 2/CubeSat TestBed 1/ MAST (en) | Orbite héliosynchrone de 692 km × 665 km avec une inclinaison de 98˚ | Baïkonour         |
| 9   | 15 juin 2007      | Allemagne France TerraSAR-X | orbite basse circulaire de 514 km avec une inclinaison de 97˚        | Baïkonour         |
| 10  | 28 juin 2007      | États-Unis Genesis II | orbite basse circulaire de 560 km avec une inclinaison de 65˚        | Iasny             |
| 11  | 29 août 2008      | Allemagne RapidEye 1/2/3/4/5 | Orbite héliosynchrone                                                | Baïkonour         |
| 12  | 1er octobre 2008  | Thaïlande THEOS (en) | Orbite héliosynchrone                                                | Iasny             |
| 13  | 29 juillet 2009   | Émirats arabes unis DubaiSat-1 Espagne Deimos-1 & Nanosat 1B Royaume-Uni UK-DMC 2 États-Unis AprizeSat-3 / AprizeSat-4 | Orbite héliosynchrone                                                | Baïkonour         |
| 14  | 8 avril 2010      | Union européenne Cryosat-2 | Orbite polaire                                                       | Baïkonour         |
| 15  | 15 juin 2010      | Suède Prisma France Picard Ukraine BPA-1 | Orbite héliosynchrone                                                | Iasny             |
| 16  | 21 juin 2010      | Allemagne TanDEM-X | Orbite basse                                                         | Baïkonour         |
| 17  | 17 août 2011      | Ukraine Sich 2 & BPA-2 Nigeria NigeriaSat-2, NigeriaSat-X Turquie RASAT (en) Italie EDUSAT États-Unis AprizeSat 5 & 6 | Orbite héliosynchrone                                                | Iansy             |
| 18  | 22 août 2013      | Corée du Sud Arirang-5 | Orbite héliosynchrone                                                | Iasny             |
| 19, | 21 novembre 2013  | Émirats arabes unis DubaiSat 2 Corée du Sud STSAT-3 Ukraine BPA-3 États-Unis SkySat-1 Italie UniSat-5 États-Unis AprizeSat 7 & 8 Canada XPOD : Japon WNISAT-1, Pologne BRITE-PL, Danemark GOMX-1 ISIPOD : Norvège HiNCube, Royaume-Uni FUNcube-1, Afrique du Sud ZACUBE-01, Allemagne First Move, UWE-3, Singapour VELOX-PII, Équateur NEE-02 KRYSAOR, Argentine CubeBug-2, Royaume-Uni Triton-1, États-Unis KHUSAT 2 & 3, Pays-Bas Delfi-n3Xt, Espagne OPTOS, États-Unis Dove-3 | Orbite héliosynchrone                                                | Iasny             |
| 20, | 19 juin 2014      | Kazakhstan KazEOsat 2 Espagne Deimos-2 Arabie saoudite SaudiSat-4 Japon Hodoyoshi 3 & 4 Russie TabletSat-Aurora Italie UniSat-6 États-Unis AprizeSat 9 & 10 Argentine BugSat-1 XPOD : Canada Brite Toronto & Montréal QuadPack : Belgique QB50P1 & QB50P2, Brésil NANOSATC-BR1, Russie États-Unis Perseus (en) M1 & M2, POPSAT-HIP1, Danemark DTUSat-2, Israël DUCHIFAT, Taïwan PACE, Ukraine POLYITAN-1, États-Unis FLOCK1C 1 à 11                                              | Orbite héliosynchrone                                                | Iasny             |
| 21  | 6 novembre 2014   | Japon ASNARO-1, ChubuSat 1, Hodoyoshi 1, Qsat-EOS, Tsubame | Orbite héliosynchrone                                                | Iasny             |
| 22  | 25 mars 2015      | Corée du Sud KOMPSAT-3A | Orbite héliosynchrone                                                | Iasny             |

### Échec de lancement
Le comité ayant enquêté sur l'échec du lancement du 26 juin 2006 a conclu qu'il avait été causé par le dysfonctionnement du pilote de la pompe hydraulique de la chambre de combustion n°4. Cela a amené à une instabilité dans l'axe de roulis et des variations excessives en lacet et tangage. La fin de poussée est survenue 74 secondes après le décollage. Le site de crash était localisé à 150 km du site de lancement dans une aire non peuplée du Kazakhstan. Les propergols ont pollué le site de crash, forçant la Russie à payer 1,1 million d'euros en compensation.
La fusée utilisée pour ce lancement avait plus de 30 ans. Les procédures de lancement ont été modifiées pour prévenir de futurs dysfonctionnements de cette sorte.

## Galerie

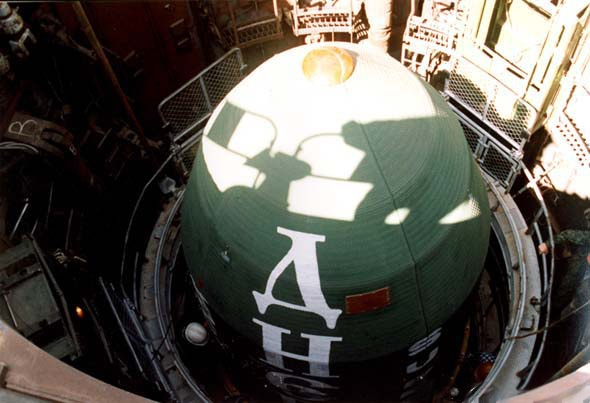
Le lanceur Dnepr dans son silo.
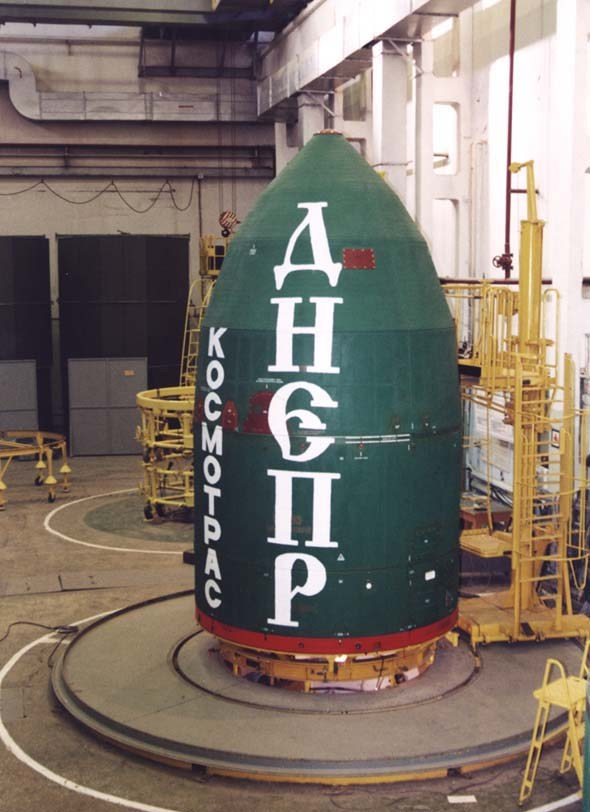
Coiffe du lanceur.